# ミュージックサイレン
ミュージックサイレンは、日本楽器製造が開発・製造した音階が異なるサイレンを複数搭載し、演奏を可能にした自動演奏楽器。

## 概要

### 開発から現在まで
日本楽器製造が立地する浜松市は太平洋戦争中、軍需物資の生産拠点だったため、地方都市として異例の27回も空襲を受け、空襲警報が毎晩のように鳴った。戦時中は楽器製造を休止し、戦闘機のプロペラを製造していた工場も、一連の空襲により全焼。戦後に再開した工場では終業時などの時を告げる際、従来のサイレンでは空襲警報を連想させるとして、当時同社社長だった川上嘉市が音階を奏でるサイレンを考案し、同社の技術者と共に1945年（昭和20年）から開発を行い、1950年（昭和25年）7月に4音階の試作機が完成。同年8月1日から日本楽器製造本社工場4号館屋上で試験運用を開始し、1951年（昭和26年）12月20日から音階を12へ増やした量産型のミュージックサイレンの運用を開始した。本社のミュージックサイレンは、1953年（昭和28年）に駆動系統が改良され、1957年に音階を通常よりも多い14音に増やし、通常の装置と比べて特徴的なデザインのミュージックサイレンとなっている。
初めてミュージックサイレンが外販納入されたのは、1951年（昭和26年）当時の宮崎県の国立宮崎大学に納入された4音階の物である。1950年（昭和25年）に開発されたタイプは一般的に「第1世代機」と呼ばれる。
第一世代は2枚1組の羽が2組（4音階） - 6組（12音階）、第二世代は4枚1組の羽が2組（8音階） - 6組（24音階）、それぞれ有する。モーターで高速回転する羽が遠心力で空気を圧縮し、発音機構であるシャッターの穴が開いた瞬間に圧縮された空気が穴から放出され、シャッターのリードを振動させて発音する。 第1世代機の演奏システムは、オルゴールの形状によく似た｢音曲カム｣と、「鍵盤式スイッチ」を用いた。「音曲カム」は、装置の動作がオルゴールと似ており、櫛状の金属板がドラムに付いている凹に下がることによって、金属板に繋がっているサイレンの電気式マグネットシャッターが開かれ、それぞれの音階ごとに分かれている金属板の動きによってシャッターの開閉が制御され、音楽が奏でられるという仕組みである。この自動演奏のほか、それぞれのシャッターに繋がっている鍵盤を押すことによって音が発せられる鍵盤式スイッチによる生演奏にも対応している。当然ながら搭載されている音階以外の鍵盤を押しても音は鳴らない。
1975年（昭和50年）に作成された第１世代ミュージックサイレンパンフレット資料の表のフレーズには、｢サイレンが音楽になります　さくらさくら、赤とんぼ、野ばら・・・・・・・・・メロディもいろいろ　ヤマハミュージックサイレン｣とある。ミュージックサイレンの紹介文は、｢ヤマハの技術陣がサイレンの音楽化を願い、数々の研究を重ねて創りあげたのが、ミュージックサイレンです。始業・終業時に、あるいはお昼休みに、ミュージックサイレンから流れるメロディーは、なごやかな雰囲気をつくりだします。ミュージックサイレンは、いままでのサイレンにありがちな、冷たい感じをなくすだけでなく、企業のイメージアップに大きな役割をはたします。｣　｢サイレン独特な発音装置に、音階を与えて音楽化しました。お好みの曲を選ぶことにより、いままでのサイレンにはなかった、暖かい雰囲気が生まれます。操作はいままでのサイレンと、まったく変りません。スイッチの切替えひとつで、きまった曲目にすることも、付属の鍵盤でお好きな曲を弾くこともできます。必要に応じて、ただちに非常用サイレンとして、いままでのサイレンと同様に、使用できます。サイレンのメロディは数多くの曲目より、お好みのものをお選びいただけます。朝は、早春賦、昼は、春の小川、夕方は、蛍の光など時間に合わせ自動的にメロディを変えることもできます。｣というものである。販売された機種は主に、  ４音  8音     10音A、10音B、10音C    12音A、12音C   の7種類が一般販売され、それぞれABCの種類ごとに搭載されている音階は異なり、演奏できる曲目も変わってくる。また依頼者側の要望などで搭載する音階を決めるカスタマイズ生産も一部されていた(例　丸光デパート等)。演奏可能な曲目で、曲目をすべて挙げると、｢菩提樹｣、｢埴生の宿｣、｢ブラームスの子守唄｣、｢吹け春風｣、｢野ばら｣、｢春の小川｣、｢家路｣、｢ヴォルガの舟歌｣、｢蛍の光｣、｢ロングロングアゴー｣、｢早春賦｣、｢茶摘み｣、｢ブンガワンソロ｣、｢アニーローリー｣、｢オールドブラックジョー｣、｢スワニー河｣、｢君が代｣、｢さくらさくら｣、｢旅愁｣、｢荒城の月｣、｢叱られて｣である。1951年（昭和26年）の販売開始から、1982年 （昭和57年）の第１世代機生産終了までの間に合計で184台が生産、販売された。

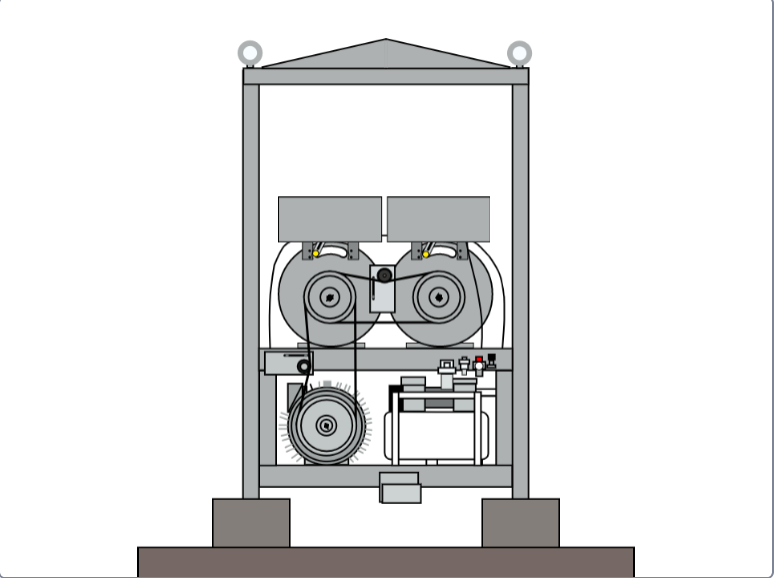
第2世代機の内部（イラスト）

1987年 （昭和62年）に発音装置のシャッター駆動機構を電気式マグネットからデュアルエアシリンダーへと変更して装置サイズのコンパクト化を図り、演奏の基板を機械式の音曲カムからIC ROMにMIDIデータを記録する方式に改良した「第2世代機」が開発される。1989年（平成元年）に作成された第2世代機のパンフレットに「今。コミュニケーションサウンドが、大切にされる時代ー。」「社会のテンポが早まるにつれ、生活環境が次第に無機質なものへ変わろうとしています。街に緑が欲しい、きれいな空気にカラダをつつまれてみたい、と想いを馳せる方が多くなってきています。今、心の渇きをいやし、安らぎを得るために大切にしたいのが、人と人とのコミュニケーションではないかと考えます。ヤマハは、リズム感にあふれ、潤いに満ちた生活が営まれる事を願い、新しい「音の世界」をお届けします。オリジナル曲をはじめ、多くの人々に愛されてきたメロディが、やさしく　とき　を告げるコミュニケーションサウンド。メカトロニクス技術を駆使し、音楽の機能を持ったヤマハミュージックサイレンの誕生です。」「暮らしにリズムが生まれる。新しい音の深呼吸――ｰｰヤマハミュージックサイレン。」「電子楽器・オーディオなどで培ったメカトロニクス技術を、サイレンの中枢部である発音システムに活かしました。従来のミュージックサイレンに比べ音域が大巾に広がり、音質も向上しナチュラルなサウンドをお楽しみ戴けます。さらに新開発の発音機構により、速いテンポの曲も演奏可能になりました。また長調、短調どちらも演奏でき、上位機種では、転調も行なえますので音楽としての豊かさが広がります。」と記し、8音C、12音A、16音A、24音Fが一般販売機種として記載した。「名曲をコミュニケーションサウンドに用意しました。」として「朝」、「田園｣、｢ユーモレスク｣、｢埴生の宿｣、｢菩提樹｣、｢野ばら｣、｢アニーローリー｣、｢故郷｣、｢アラベスク｣、｢四季の歌｣、｢吹け春風｣、｢アマリリス｣、｢夏の思い出｣、｢我は海の子｣、｢小さい秋みつけた｣、｢家路｣、｢ブラームスの子守唄｣、｢月の光｣、｢シューベルトの子守歌｣、｢トロイメライ｣、｢中国地方の子守唄｣、｢峠の我が家｣、｢夜空のトランペット｣、｢赤とんぼ｣、｢故郷の空｣、｢君が代｣、｢蛍の光」を記しているが搭載する音階により演奏可能な曲目は限られ、該当しない曲目を演奏している設置場所も多く見られた。1987年（昭和62年）の製造開始から、生産終了の1998年（平成10年）まで合計12台が販売され、おもに役場に設置された。
サイレン特有の強力な発音機構を利用しているために騒音問題や故障などで第1世代機同様に徐々に姿を消し、2022年（令和4年）現在で装置の現存が稼働や無稼働の両態を含んで確認されているのは、第1世代機が大分市トキハ本店、伊賀市旧伊賀市役所、大館市みちのく銀行大館支店、豊田市トヨタ自動車元町工場、第2世代機が八幡浜市愛宕山、宇和島市宇和島城、天理市天理プールに2台、岸和田市岸和田市役所、の計9台、稼働態は第1世代機が大分市のトキハ本店と伊賀市の旧伊賀市役所の2箇所、第2世代機が八幡浜市愛宕山の1箇所のみである。なお、そのうち二つの旧伊賀市役所と八幡浜市愛宕山のサイレンは2025年現在稼働を中止しているため、継続的に稼働しているのは大分市のトキハ本店のみとなっている。
第1世代機は1982年（昭和57年）に三重県伊賀市役所へ納入を最後に生産及び保守用部品の製造を終了した。ヤマハ株式会社FA事業推進部及び生産技術本部（現ヤマハファインテック株式会社）が第2世代機へ切り替えて日本楽器製造株式会社から製造を引き継いだ。「時間を手軽に知る機会が増えた事や、サイレンを騒音と捉える人が増えた」という理由から、1998年（平成10年）に製造が中止され、2011年（平成23年）にメンテナンス業務が終了、2016年（平成28年）にサポート業務の全面終了を決定。 

### 製造
初代モデルは184台、2代目モデルは12台が販売された。

## 現在の状況と歴史
- 岡山市の岡山県庁舎では、第一世代機が1956年（昭和31年）12月に建設中の庁舎の屋上へ設置され、庁舎竣工日の1957年（昭和32年）3月19日から運用が開始された。当時の知事の希望により設置されたものである。協議の結果、12音階のサイレンが採用され、 広島大学教授の糸賀英憲と、岡山大学教授の水野康孝による選曲の末、7時「朝」、12時「菩提樹」、17時「家路」、21時日本古謡「子守歌」、年末24時「蛍の光」、元日午前7時「君が代」を奏でた。その後、1962年（昭和37年）には国民体育大会を岡山県で開催するにあたり「岡山県スポーツの歌」が期間限定の予備曲目として追加された。1991年（平成3年）には老朽化による第二世代機への更新を行なっており、曲目も第一世代から受け継いだものになっている。運用開始から6年が経過した1997年（平成9年）4月に吹鳴を中止した事がある。これは、「時報の必要性が失われている」という理由によるものであった。この事から、県民によって「子供が帰ってこない」などの苦情が寄せられ、「県庁舎サイレンの復活について」というアンケートを実施した所、県民の7割が復活を希望したため、運用が同年9月20日より再開した。しかし岡山県庁はミュージックサイレンのメンテナンスや修理業務を全てヤマハに頼っていた事から、2016年（平成28年）に運用終了が決定した。当初は、壊れるまで吹鳴を続けるという案もあったとの事だが、県知事の「突然壊れて終わる方が寂しいのではないか」という意向によりサポート終了に合わせて2016年8月31日、17時に吹鳴される「家路」を最後に正式に運用が終了した。県庁舎に設置された第二世代ミュージックサイレンは既に撤去されている[1][2]。
- 愛媛県八幡浜市愛宕山公園に設置された第2世代機は、八幡浜市市制施行記念日である1993年（平成5年）2月11日から運用が始まったミュージックサイレンである。ミュージックサイレンは2016年（平成24年）8月末にメーカーのサポート業務が終了しているものの、設置した業者である「南海放送音響照明株式会社」(※南海放送関連企業)が、現在メンテナンス及び修理業務を行っている。今後も故障などが懸念されることから、同社は八幡浜市と年2回のメンテナンスの契約を結んでおり、運用を維持している。しかし南海放送音響照明は、ミュージックサイレンの制御機器(コントローラ、ドライバー)が故障した場合は修理が出来ないらしく、仮にいつ故障して再運用が出来なくなってしまっても良いように、ミュージックサイレンの音源を録音し、防災行政無線などで放送する事が出来るようになっている。定時吹鳴の曲目は、午前6時「八幡浜漁港の唄」、午後12時「みかんの花咲く丘」、午後6時「夕焼け小焼け」である[3]。なお当機は2025年（令和7年）1月15日からサイレンの不調において運用を停止しており、同年2月10日現在も再開の目処が立っていない様子である。故障中はあらかじめ録音されている音源を防災無線で流している（午前6時「野ばら」、午後12時「みかんの花咲く丘」、午後6時「夕焼け小焼け」）2024年後期頃からシャッターの不具合が確認されていたため、今回の故障はシャッターの不具合によるものと推測されている。
- 静岡県浜松市に本社を置くヤマハ株式会社の本社工場に設置されたミュージックサイレンは、概要で述べたように1951年（昭和26年）12月20日から運用を開始した。第2世代機が1989年（平成元年）に開発され、第2世代機実用化のために同年2月に第1世代機の運用を終了し、第二世代機は同年2月25日から運用が開始された。この第1世代機と、第2世代機は、装置の老朽化と設置場所の2019年度の工場4号館の解体に伴い、第2世代機が2018年（平成30年）12月28日の17時に、「蛍の光」を演奏し、運用を終了した。この日は17時を除く、午前8時「埴生の宿」午後12時「菩提樹」の定時吹鳴に加え、午前10時に「野ばら」、13時に「ユーモレスク」、15時に「故郷」の、2012年（平成24年）3月1日まで定時吹鳴だった曲目が最後に演奏された日でもある。ちなみに17時の演奏は、月曜日、水曜日に演奏される｢家路｣、火曜日の｢峠の我が家｣、木曜日の｢月の光｣、第一、第三金曜日の｢アラベスク｣、第二、第四金曜日の｢トロイメライ｣が演奏されるが、第四金曜日のトロイメライは、最終日が第四金曜日のため｢蛍の光｣の演奏となった。ちなみに、第一世代機の演奏されていた曲目は、1957年（昭和32年）の記録によると、午前7時30分、午前7時50分に｢浦のあけくれ｣　午前8時00分、午前10時10分、午後12時40分、15時00分に｢歌も楽し｣　午前10時00分、午後12時00分、14時50分に｢舟歌｣　16時30分に｢家路｣　年末に「蛍の光｣　元日に｢一月一日｣を演奏していた。年末、元日の曲目は、静岡大学の音楽教授に、工場内部に設置された鍵盤式スイッチで演奏してもらっていたという。 現在は、第一世代/第二世代ともに撤去済み。
- 福岡県大牟田市松屋に設置されたミュージックサイレンは、1959年（昭和34年）から運用を開始し、装置の老朽化により1978年（昭和53年）7月2日に運用を終了した。曲目は、稼働当初の1959年から1963年（昭和38年）まで、6時55分「家路」、11時55分「春の小川」、16時55分「夕焼け小焼け」、21時55分「浜千鳥」が演奏されていて、1964年（昭和39年）以降は、6時55分「ボルガの舟唄」、11時55分「春の小川」、16時55分「埴生の宿」、21時55分「菩提樹」である[4]。

- 宮城県仙台市にかつて存在した丸光デパートに設置されたミュージックサイレンは、丸光デパート増床改築記念として、創業者で社長の佐々木光男が、東北で初めてミュージックサイレンを導入。装置は1953年（昭和28年）10月21日に屋上に設置され、同年12月11日の吹鳴式には佐々木と、仙台市長（当時）の岡崎榮松が参列し、装置の起動ボタンを押して午前9時から吹鳴を始めた。曲目は、仙台市出身である土井晩翠にちなんで｢荒城の月｣が選定された。稼働当初は午前9時、午後12時、17時の一日3回、荒城の月が演奏されたが、その後、午前9時から開店時間の午前10時へ変更し、15時と21時が追加された。21時は、宮城県警察本部から青少年の健全育成・非行防止に活用して欲しいとの要請を受け、｢この道｣に変更された。改正後の曲目は、午前10時、午後12時、15時、17時に｢荒城の月｣、21時｢この道｣となった。ミュージックサイレンはその後、1987年（昭和62年）7月15日に故障した。昭和60年代に入ってからも、すでに発音装置のシャッターが動作しなくなってしまう物も出ていた。同年7月31日、河北新報の朝刊には、[35年目・・・消える杜の都のシンボル]という題で、ミュージックサイレンの運用停止を写真付きで報じられた。そこで、7月15日に停止した日に、市民からの丸光に対する電話が殺到した際の事を挙げると、[「"荒城の月"は私の生活のリズム。5時のが鳴ると、退社まであと30分頑張ろうと思うんですよ。」とOL。「夜9時過ぎに帰宅すると父にしかられたものでした。私の門限は、"この道"が鳴り終わるまででしたから。」という婦人もいた。]とあるように、ミュージックサイレンは、仙台市民にとっての時計としての役割を十分に果たしていたことがうかがえる。[しかし、市民の願いは届きそうもない。34年の歳月に耐えてきたサイレンだが、音階の一部が抜け、音程も微妙にズレてきており、相当"重症"になっているからだ。]とある。[「市民の方々からの励ましの電話、仙台のシンボルとしての長年の活躍を考えると、このまま廃止するのは忍びない。しかし、音の問題を考えると、このサイレンが現在の都市環境にマッチしているのかどうか、改めて吟味することが必要でしょう。」]という、丸光側の配慮により同年9月期間中に1日2回のみ荒城の月を最後に演奏し、運用が終了した。
- 大分県大分市のトキハ本店に設置されたミュージックサイレンは、トキハ本店ミュージックサイレン管理担当者によると、1954年（昭和29年）に設置され、1970年（昭和45年）に店舗面積拡大に際して一号機の運用を終了した。1975年（昭和50年）に現在の建物に増床し、その記念として1954年のモデルと同じモデルを新たに屋上に設置した。曲目は、開店時間の午前10時に小田進吾作曲の｢朝｣、12時｢花嫁人形｣、閉店時間の19時に｢アニーローリー｣を現在でも演奏している。過去には、21時に｢ブラームスの子守唄｣、国民の休日の開店時に｢君が代｣が演奏されていた。つい最近まで、装置の老朽化のためか、「G4音」のシャッターが作動せず鳴っていなかったが、2022年6月頃に原因不明の復活をし、正確な曲目が奏でられるようになった。しかし、2022年11月頃からまたシャッターの動きが遅くなり、2023年3月現在では「G4音」のシャッターが作動しなくなり(気温や天候によっては作動する日もある)、「B♭4音」のシャッターの動きが遅くなっている事が確認されている。2025/4現在「A2音」も動作が不安定の状態になっているのが確認されている。
- 大分県大分市にある大分市役所のミュージックサイレンは、大分文化会館の落成を記念して、佐藤肇の寄贈により1966年(昭和41年)9月に設置された。当初は文化会館屋上に設置する案が出ていたが、構造上厳しいとの事で大分市役所への設置が決まった。同年10月より吹鳴が開始されたが、近隣には1954年（昭和29年）から既にミュージックサイレンの吹鳴を行なっていた「トキハ本店」があったため、時間を調整した結果、6時「さくらさくら」、17時「菩提樹」、21時「荒城の月」となった。トキハ本店のミュージックサイレンは1号機を運用していた1966年当時、10時「朝」、12時「花嫁人形」、18時「アニーローリー」、21時「ブラームスの子守唄」を吹鳴していたが、「ブラームスの子守唄」は大分市役所の「荒城の月」と入れ替わる形で廃止された。このため、大分市に当時は一日に6回、ミュージックサイレンの音色が響いていた。最終的に大分市役所は1978年（昭和53年）に新築されたため、旧庁舎のミュージックサイレンは廃止になった。
- 山県市役所美山支所に設置されたミュージックサイレンは喜多村合金製作所株式会社から寄贈され、1994年（平成6年）9月30日に美山支所に設置された。同年10月1日から運用を開始したが、1996年（平成8年）までの2年間しか運用されず、運用を終了した。理由に関しては、山県市役所防災対策本部の担当者によると、設置されている美山支所の庁舎のすぐ付近に住居があり、そこからの苦情が相次いだためという。演奏に関しては、行政無線でのお知らせのために、チャイムのメロディを演奏していたという。演奏曲の時間帯は、当時の資料に詳細が載っていなかったため不明との事だが、演奏されていた曲目は「ユーモレスク」「峠の我が家」「埴生の宿」「ブラームスの子守歌」「野ばら」「故郷」「月の光」「江戸の子守歌」「家路」「ガボット」の10曲であった。2023年度（令和5年度）に庁舎の改修工事が行われる予定で、このミュージックサイレンも姿を消す可能性が高いと言う。
- 愛媛県宇和島市宇和島城に設置されたミュージックサイレンは、第１世代機が1960年（昭和35年）4月10日12時から運用が開始され、老朽化で1991年（平成3年）12月1日、第2世代機に機種を交替した。交替した際、土台は再利用された。宇和島城の担当者によると、第１世代機の1960年当初の曲目は、6時「靴が鳴る」、12時「散歩唱歌」、18時「埴生の宿」、21時「賛美歌405番　また会う日まで」が流されており、1970年（昭和45年）4月10日より、6時「アニーローリー」、12時「靴が鳴る」、18時「故郷の空」、21時「埴生の宿」を吹鳴していた。予備の曲目として、21時「家路」があった。その後、1991年に交替した第2世代機の曲目は、6時「鉄道唱歌」、12時「とんび」、18時「故郷」、21時「宇和島さんさ」が吹鳴されていて、こちらも予備曲目として21時「八ツ鹿おどり」が用意されていた。宇和島城のミュージックサイレンは、定刻通りに演奏がされなくなったことや、発音装置のシャッターの故障が頻発したこと、ミュージックサイレンのすぐ近くにホーンアレイスピーカーが建設されたため、2014年（平成26年）頃に運用を終了した。現在は、建設されたホーンアレイスピーカーや、宇和島市各所に設置されているFM告知放送・屋外拡声子局、地元コミュニティFM局のFMがいやで、録音された第2世代機の音源をかつての時刻に放送している。また、かつて宇和島城ミュージックサイレンのメンテナンスを行なっていたのは、現在の八幡浜市のミュージックサイレンの専属業者である「南海放送音響照明株式会社」である事がわかっている。
  - 旧伊賀市役所のミュージックサイレンは、1959年（昭和34年）に上野産業会館の屋上に設置されたミュージックサイレンが老朽化で1982年（昭和57年）に上野市役所へ移転したものである。運用を開始した上野産業会館のミュージックサイレンは、現在のミュージックサイレンの8音階の物とは異なる4音階の物であり、当時の曲目は、7時及び12時「魔弾の射手」、18時「家路」、22時 「夢路の歌」が流されていた。この「夢路の歌」は、上野市桃青中学校「東仁己」教諭作曲の 4 音用創作歌で、このサイレンのために作曲された曲である。1982年に8音階のモデルへと更新し、当時の上野市役所(伊賀市役所)の屋上へと設置された。上野市教育長の曲目選考委員会の選出の結果曲目は、7時「朝」、12時「芭蕉~さまざまなこと思い出す桜かな~」、18時「家路」、22時「ブラームスの子守唄」となり、現在でも吹鳴されている。また4音階のモデルのミュージックサイレンは冬場によく凍結したため、8音階のモデルへ更新した際に周りを覆うように箱が取り付けられた。なお当機は2024年10月18日の22時の曲目「ブラームスの子守唄」が止まらなくなってしまう誤作動を起こしたため、2025年現在運用を停止している。
- みちのく銀行大館支店(旧弘前相互銀行大館支店)のミュージックサイレンは、職員によると、当時の伝票に記載されていたのは「日本楽器製造から購入したミュージックサイレン」とあるらしく、装置は1955年（昭和30年）6月18日に日本楽器製造から発送され、同年6月23日に銀行に装置が到着。その職員が務め始めた1981年（昭和56年）4月当時はもうすでに鳴っていなかったと言う。現在も、建屋の屋根に設置されているボックスの中に「モーターのような物があり、重すぎて撤去が難しいためそのまま入っている」と言う。吹鳴されていた曲目の演奏時間は不明だが、「春の小川」、「靴が鳴る」の2曲が流されていたとみられる。
- 国鉄土崎工場のミュージックサイレンは、日本楽器製造社報によると、1956年（昭和31年）8月22日に日本楽器製造から発送されたもので、ミュージックサイレン製造の50台目であったという。「土崎工場のあゆみ 1908-1998」という資料の年表には、[1956年10月　ミュージックサイレン新設]とあり、その頃から運用が開始されたと考えられる。現地住民によると、45年～50年程前までは吹鳴がされていて、始業時間(曲名不明)、12時(曲名不明)、終業時間の16時45分(曲名不明)、隣接する国鉄工場職員用官舎へ向けて就寝を促す目的で21時に｢埴生の宿｣が流されていて、時間帯は不明だが｢この道｣が演奏されていたという。吹鳴が終了した背景には、新規住民による苦情で終了したという話や、老朽化で無くなったという話も聞かれた。
- 丹波篠山市の王地山公園のミュージックサイレンは、現存資料によると1957年（昭和32年）11月に設置され、老朽化で運用が終了する1999年（平成11年）まで、8時に小田進吾作曲｢朝｣、12時に｢吹け春風｣、17時に｢夕焼け小焼け｣、22時に｢家路｣を吹鳴していた。また、吹鳴当初は午前5時に｢アニーローリー｣も吹鳴していたという。2003年（平成15年）にミュージックサイレンが撤去されて、新たにスピーカーが設置され、8時｢朝｣、12時｢吹け春風｣、15時｢デカンショ節｣、17時｢夕焼け小焼け｣、現在は鳴動していない22時の｢家路｣が鳴動している。
- 玖珂町役場のミュージックサイレンは、1990年（平成2年）に通常のモーターサイレンからミュージックサイレンへの切り替えを行っており、この頃から運用が始まった。廃止理由は旧玖珂町時代に整備したアナログ防災行政無線をデジタル化したためだという。現物は職員の方が捜索したとされるが見つからず、1999年（平成11年）の防災行政無線導入時に撤去されたものと思われる。曲目は正午「玖珂町歌」17時「ふるさと」が流されていた。
- 石川県金沢市にあった大和デパート金沢店では、1955年(昭和30年)5月より、石川県下初のミュージックサイレンの運用が開始された。1955年から1972年(昭和47年)まで、7時小田進吾作曲「朝」、9時「靴が鳴る」、12時「メリーウィドウ」、15時「赤とんぼ」、18時「埴生の宿」、21時「アニーローリー」の6曲を吹鳴し、1972年(昭和47年)から1982年(昭和61年)まで、7時「カッコーワルツ」、9時「浜千鳥」、12時「トロイメライ」、15時「この道」、18時「家路」、21時「五木の子守唄」を吹鳴していた。また、クリスマスイブである12月24日には「きよしこの夜」、大晦日の12月31日は「蛍の光」、元日の1月1日は「君が代」を特別吹鳴として吹鳴していた。
- 三重県四日市市の富州原小学校は、第三校舎竣工時に新しい時報装置を設置する為、1955年(昭和30年)にミュージックサイレンが導入された。四日市市教育委員会によると、当時の資料の記述には[富州原小学校に設置されたミュージックサイレンは、授業の開始時に「花嫁人形」、12時に「おおスザンナ」、授業の終了時に「ハンガリー狂詩曲」の1日3回吹鳴し、生徒は鼻歌交じりに授業を始め、曲は半径500mの範囲に響き渡っている。]と書かれていたらしい。しかし、1959年(昭和34年)9月に発生した伊勢湾台風で学校が被災し、校舎床下に水が浸水する被害に及んだ。同じくミュージックサイレンもこの台風により使用不能に陥り、再開も虚しく撤去・解体された。

## 設置場所

### 運用
定期的に演奏しているもの。
- トキハ本店（大分県大分市、第1世代：1954-1970, 1975-現在）

### 休止
故障などで停止しているが廃止の予定はないもの。
- 旧上野市庁舎（三重県伊賀市、第1世代 :1959-?,1983-2024）
- 愛宕山（愛媛県八幡浜市、第2世代:1993-2025）

### 廃止
運用は終了しているが機材が現存しているもの。
- 弘前相互銀行大館支店（秋田県大館市、第1世代：1955-?）
- トヨタ自動車元町工場　(愛知県豊田市、第1世代）
- 岸和田市役所（大阪府岸和田市、第1世代：1954-1991、第2世代1991-2013）
- 天理教本部（奈良県天理市、第1世代：1956-1988、第2世代：1988-2020, 1990-2022）
- 宇和島城（愛媛県宇和島市、第1世代：1960-1991（撤去済み）、第2世代：1991-2014）[5]

### 撤去
既に撤去され現存しないもの。
- 紋別信用金庫（北海道紋別市、第1世代）
- 今井百貨店（北海道札幌市、第1世代）

- 弘前相互銀行青森支店（青森県青森市、第1世代）
- 弘前相互銀行本店（青森県弘前市、第1世代）

- 盛岡興産銀行（岩手県盛岡市、第1世代）

- 丸光デパート（宮城県仙台市、第1世代：1953-1987）[要出典]

- 国鉄土崎工場（秋田県秋田市、第1世代：1956-?）

- 伊勢甚百貨店（茨城県水戸市、第1世代：1958-?）[6]
- 大宮町役場（茨城県常陸大宮市、第2世代）

- ヤマハ東京支店（東京都中央区、第1世代：1951-?）[7]

- キユーピーマヨネーズ（神奈川県川崎市、第1世代）
- 小美屋デパート（神奈川県川崎市、第1世代）

- 小林デパート（新潟県新潟市、第1世代）
- 大光相互銀行（新潟県長岡市、第1世代）

- 大和デパート（富山県富山市、第1世代）

- 大和デパート（石川県金沢市、第1世代）

- 乾徳高校（福井県福井市、第1世代）
- 日進化学（福井県武生市、第1世代）

- 多治見信用金庫（岐阜県多治見市、第1世代：1960-1980）[要出典]
- 山県市役所美山支所（岐阜県山県市、第2世代：1994-1996）
- 富加町役場（岐阜県富加町、第2世代）

- 松坂屋（静岡県静岡市、第1世代）
- ヤマハ本社（静岡県浜松市、第1世代：1951-1989、第2世代：1989-2018）[8][9]
- 駿河銀行（静岡県沼津市、第1世代）

- 松坂屋（愛知県名古屋市、第1世代）
- 都築紡績（愛知県犬山市、第1世代）

- 市立富洲原小学校（三重県四日市市、第1世代：1955-1959）
- 松阪公園（三重県松阪市、第1世代：1953-?）
- 鈴鹿電気通信学園（三重県鈴鹿市、第1世代）
- 上野産業会館（三重県上野市、第1世代：1959-1982）

- 丸物デパート(京都府京都市、第1世代）

- 池田市役所（大阪府池田市、第1世代）

- 神戸高校（兵庫県神戸市、第1世代）
- 須磨小学校（兵庫県神戸市、第1世代）
- 兵庫工業高校（兵庫県神戸市、第1世代）
- 御影北小学校（兵庫県神戸市、第1世代）
- 姫路商工会議所（兵庫県姫路市、第1世代：1955-?）[10]
- 三木市役所　(兵庫県三木市）[1979〜1994]
- 王地山公園　(兵庫県丹波篠山市、第1世代：1957-2003）

- 岡山県庁（岡山県岡山市、第1世代：1957-1991、第2世代：1991-2016）[1]

- 広島県庁（広島県広島市、第1世代）
- 宇部市役所（広島県宇部市、第1世代）

- 武田薬品光工場（山口県光市、第2世代）
- 玖珂町役場（山口県玖珂町、第2世代：199?-1999）

- 丸新百貨店　(徳島県徳島市、第1世代）
- 観音寺商工会議所（香川県観音寺市、第1世代）

- 松山市役所（愛媛県松山市、第1世代：1953-1971）
- 新居浜市役所（愛媛県新居浜市、第1世代）

- 西日本相互銀行（福岡県福岡市、第1世代）
- 井筒屋デパート（福岡県小倉市、第1世代）
- 松屋（福岡県大牟田市、第1世代：1959-1978）[11]

- 岡政デパート（長崎県長崎市、第1世代）[12]
- 福島中学校（長崎県福島町、第1世代）

- 太洋デパート（熊本県熊本市、第1世代：1954-1976）
- 太洋デパート八代店（熊本県八代市、第1世代：19??-1976）[13]

- 大分市役所　(大分県大分市、第1世代：1966-1978?）
- 小平川醤油（大分県臼杵市、第1世代）
- 豊後大野市役所（大分県豊後大野市、第1世代）[要出典]

- 橘デパート（宮崎県宮崎市、第1世代）
- 宮崎大学（宮崎県宮崎市、第1世代）

- 山形屋デパート（鹿児島県鹿児島市、第1世代）
- おがみ山公園（鹿児島県名瀬市、第1世代：1958-1969）[14]